# Гиесм
Гиесм (Гейсм; лат. Giesmus, Geismus, греч. Γιέσμος; умер в 480-х годах) — король гепидов (вторая половина V века).

## Биография
О короле Гиесме известно не очень много. Основными нарративными источниками о нём являются труды средневековых византийских историков: хроники Иоанна Малалы и Феофана Исповедника. Также информацию о этом правителе гепидов можно извлечь из сообщений средневековых авторов о его сыне Мунде.
Происхождение Гиесма точно не установлено. Сообщая о Мунде, средневековые историки по-разному описывали его родственные связи. По свидетельству Иордана, Мунд был родичем Аттилы, по хронике Марцеллина Комита — происходил из готов, по мнению Иоанна Малалы и Феофана Исповедника — был сыном короля гепидов Гиесма. Среди современных исследователей также нет единого мнения по вопросу о родственных связях семьи Мунда. Своих сторонников имеют все представленные в первичных источниках версии. Приверженцы гепидского происхождения Мунда считают, что его отец Гиесм был сыном короля Ардариха и дочери Аттилы. Сторонники гуннской версии предполагают, что Гиесм был сыном Аттилы и родственником Ардариха по женской линии: сыном или мужем сестры, или сыном дочери.
По мнению М. Бувье-Ажана, Гиесм ещё при жизни Аттилы получил во владение земли от Паннонии до Чёрного моря, которыми он управлял с помощью своего наставника Ореста. Предполагается, что после смерти в 453 году Аттилы Гиесм оказался на стороне тех вождей подчинённых гуннам племён, которые были недовольны правлением нового царя Эллака. Эту коалицию возглавлял близкий родственник Гиесма, король гепидов Ардарих. Возможно, что как родич Эллака Гиесм потребовал от того отдать часть владений Аттилы. Этот конфликт завершился битвой при Недао, приведшей к распаду Гуннской державы.
В дальнейшем Гиесм жил при дворе короля Ардариха, а после того как тот скончался, унаследовал его власть над гепидами. Когда и при каких обстоятельствах произошло это событие, неизвестно. Также в исторических источниках не сохранилось и никаких точных сведений о правлении Гиесма. Известно только, что во второй половине V века гепиды владели землями бывшей римской провинции Дакия и территорией между Дунаем и Тисой. Столицей их королевства был город Сирмий.
Предполагается, что Гиесм скончался в 480-х годах. В это время его сын Мунд был ещё малолетним ребёнком. Благодаря этому Трапстила, брат супруги Гиесма, добился от старейшин гепидов, чтобы те избрали его правителем королевства. Мунд же остался при дворе нового короля на правах его воспитанника.